# 銹斑鸚竺鯛
銹斑鸚竺鯛，又稱銹斑天竺鯛，為輻鰭魚綱鉤頭魚目天竺鯛科鸚竺鯛屬的其中一個種。

## 分布
本魚僅分布於夏威夷群島海域。

## 深度
水深1至119公尺。

## 特徵
本魚體延長而側扁，眼大，口大略下位。魚體呈橘紅色，體色具有數列排列整齊但大小不一的褐色小細點，各鰭呈橘紅色，尾鰭略凹，體長可達14公分。

## 生態
本魚棲息於礁石區，白天躲藏於岩架中，夜間出來覓食，屬肉食性。繁殖期時，雄魚具有口孵習性，卵約7日化成仔魚，由雄魚吐出，具短暫的仔魚飄浮期。

## 經濟利用
不具任何經濟價值。